# وليم هاركوت
كان السير وليم جورج جرانفيل فينابلز فيرنون هاركوت كيه سي (14 أكتوبر 1827 - 1 أكتوبر 1904) محاميًا وصحفيًا ورجل دولة ليبراليًا بريطانيًا. شغل منصب عضو في البرلمان عن أكسفورد، ثم ديربي، ثم في غرب مونماوثشاير، وشغل مناصب وزير الداخلية ووزير الخزانة في عهد وليم غلادستون قبل أن يصبح زعيمًا للمعارضة. وكان خطيبًا موهوبًا في البرلمان، كان يُنظر إليه أحيانًا على أنه منعزل ولا يمتلك سوى مشاركة فكرية في قضاياه. لقد فشل في إثارة عواطف الجمهور وأصبح زعيمًا مترددًا وخائب الأمل في حزبه. تحوي هذه المقالة معلومات مترجمة من الطبعة الحادية عشرة لدائرة المعارف البريطانية لسنة 1911 وهي الآن ضمن الملكية العامة..